# Rannée
Rannée est une commune française située dans le département d'Ille-et-Vilaine en région Bretagne, peuplée de 1 081 habitants.

## Géographie
| Visseiche                           | La Guerche-de-Bretagne, Availles-sur-Seiche | La Selle-Guerchaise                       |
| Retiers, Drouges, Moussé, Arbrissel | Rannée                                      | Fontaine-Couverte, Brains-sur-les-Marches |

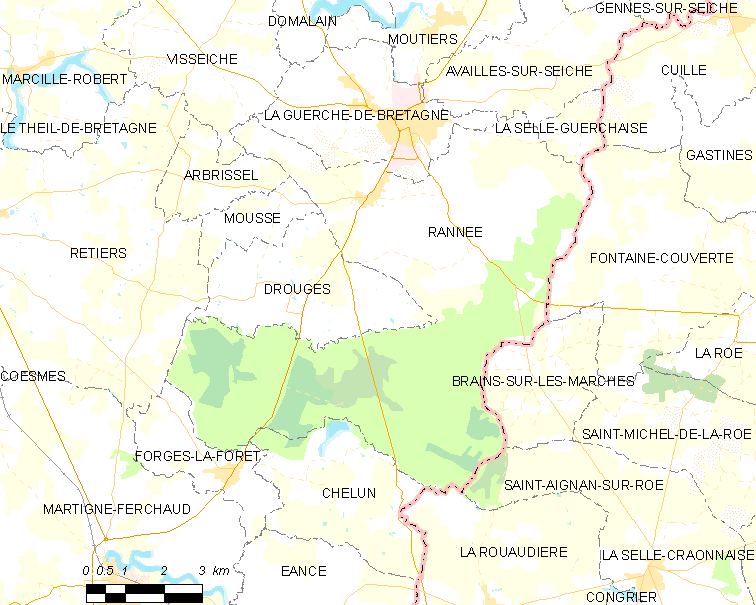
Carte de la commune.

| Forges-la-Forêt                     | Chelun                                      | Saint-Aignan-sur-Roë, La Rouaudière       |

### Forêt
La forêt de la Guerche (située en fait à Rannée) est l'une des plus vastes du département. Des activités connexes s'y sont développées, comme de petits ateliers de vannerie professionnelle qui fabriquaient les paniers à pommes et les resses (vannerie bâtie sur arceaux).
Les vanniers, appelés aussi pann'rotieux, vendaient leurs objets notamment lors des grandes foires de la fin de l'été de la Guerche de Bretagne : ces foires sont dites angevines dont la foire aux « bitraos » (gardiens de troupeaux), la foire aux Prussiens (référence probablement à  l'occupation par les troupes prussiennes de la région de début septembre à début octobre 1815).
Les vanniers prélevaient dans la forêt la « bourdann » (la bourdaine qui est un arbuste noir à fruit rouge) et le châtaignier. Aujourd'hui, les vanniers préfèrent l'osier qu'ils achètent conditionné en bottes. L'atelier Hérisset est le dernier atelier en activité.

### Hydrographie
Pour un article plus général, voir Réseau hydrographique d'Ille-et-Vilaine.
La commune est située dans le bassin Loire-Bretagne. Elle est drainée par l'Ardenne, la Liserie, le Masse, le ruisseau d'aubay, le Drouges, le ruisseau de Monboury et le ruisseau de Pavard,,.
L'Ardenne, d'une longueur de 23 km, prend sa source dans la commune  et se jette  dans la Seiche à Marcillé-Robert, après avoir traversé six communes. 

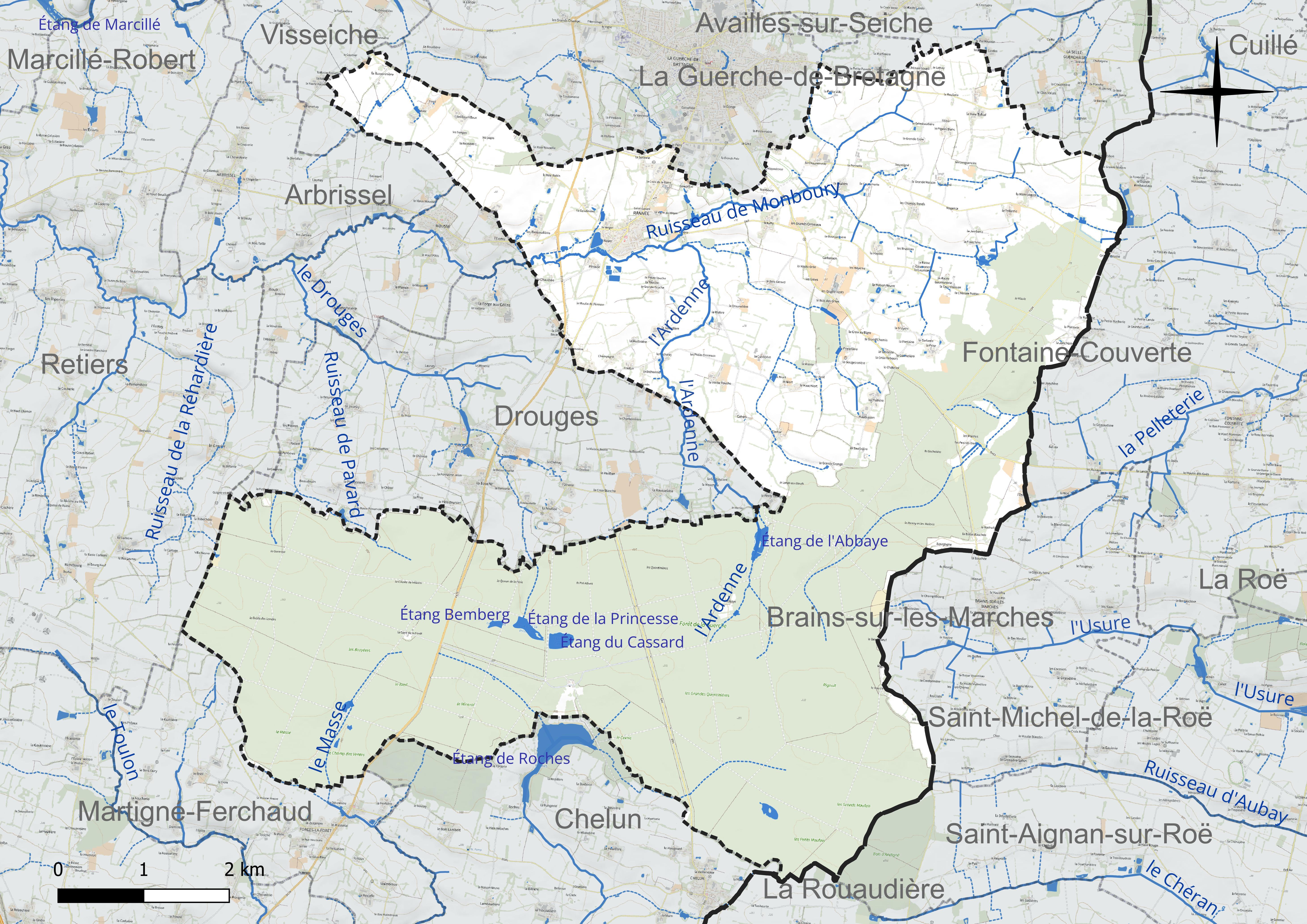
Réseau hydrographique de Rannée.

Quatre plans d'eau complètent le réseau hydrographique : l'étang Bemberg (1,09 ha), l'étang de la Princesse (3,65 ha), l'étang de l'Abbaye (4,16 ha) et l'étang du Cassard (4,55 ha),.

### Climat
Pour des articles plus généraux, voir Climat de la Bretagne et Climat d'Ille-et-Vilaine.
En 2010, le climat de la commune est de type climat océanique altéré, selon une étude du CNRS s'appuyant sur une série de données couvrant la période 1971-2000. En 2020, Météo-France publie une typologie des climats de la France métropolitaine dans laquelle la commune est exposée à un climat océanique et est dans la région climatique  Bretagne orientale et méridionale, Pays nantais, Vendée, caractérisée par une faible pluviométrie en été et une bonne insolation. Parallèlement l'observatoire de l'environnement en Bretagne publie en 2020 un zonage climatique de la région Bretagne, s'appuyant sur des données de Météo-France de 2009. La commune est, selon ce zonage, dans la zone « Sud Est », avec des étés relativement chauds et ensoleillés.
Pour la période 1971-2000, la température annuelle moyenne est de 11,5 °C, avec une amplitude thermique annuelle de 13,3 °C. Le cumul annuel moyen de précipitations est de 739 mm, avec 12,7 jours de précipitations en janvier et 6,9 jours en juillet. Pour la période 1991-2020, la température moyenne annuelle observée sur la station météorologique la plus proche, située sur la commune d'Arbrissel à 5 km à vol d'oiseau, est de 12,1 °C et le cumul annuel moyen de précipitations est de 718,7 mm,. Pour l'avenir, les paramètres climatiques de la commune estimés pour 2050 selon différents scénarios d'émission de gaz à effet de serre sont consultables sur un site dédié publié par Météo-France en novembre 2022.

## Urbanisme

### Typologie
Au 1er janvier 2024, Rannée est catégorisée commune rurale à habitat très dispersé, selon la nouvelle grille communale de densité à sept niveaux définie par l'Insee en 2022.
Elle appartient à l'unité urbaine de La Guerche-de-Bretagne, une agglomération intra-départementale regroupant deux  communes, dont elle est une commune de la banlieue,,. Par ailleurs la commune fait partie de l'aire d'attraction de La Guerche-de-Bretagne, dont elle est une commune de la couronne,. Cette aire, qui regroupe 11 communes, est catégorisée dans les aires de moins de 50 000 habitants,.

### Occupation des sols
L'occupation des sols de la commune, telle qu'elle ressort de la base de données européenne d'occupation biophysique des sols Corine Land Cover (CLC), est marquée par l'importance des forêts et milieux semi-naturels (55,7 % en 2018), une proportion sensiblement équivalente à celle de 1990 (55,9 %). La répartition détaillée en 2018 est la suivante : 
forêts (55,7 %), zones agricoles hétérogènes (25,2 %), terres arables (13,1 %), prairies (5,1 %), zones urbanisées (0,8 %). L'évolution de l'occupation des sols de la commune et de ses infrastructures peut être observée sur les différentes représentations cartographiques du territoire : la carte de Cassini (XVIIIe siècle), la carte d'état-major (1820-1866) et les cartes ou photos aériennes de l'IGN pour la période actuelle (1950 à aujourd'hui).

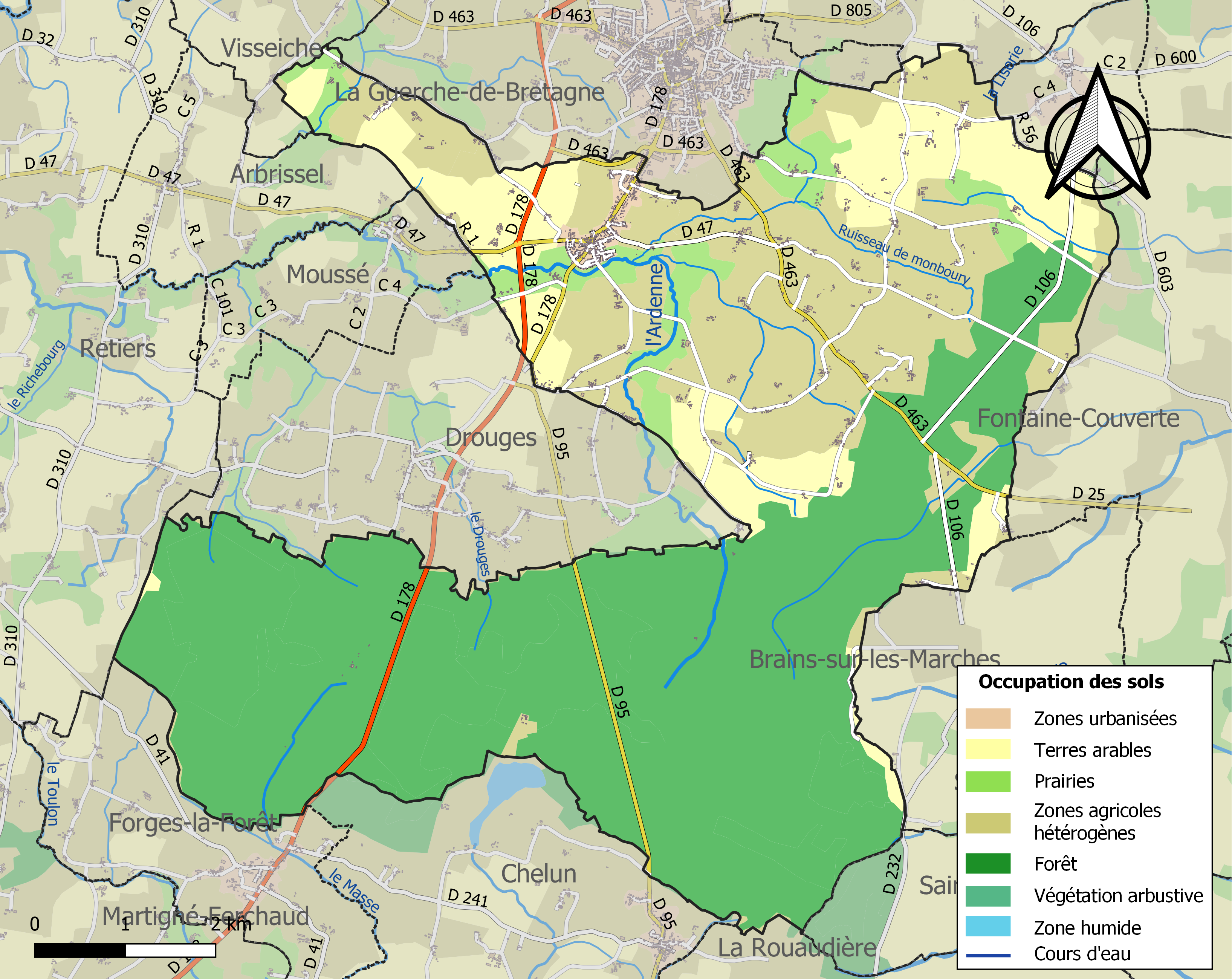
Carte des infrastructures et de l'occupation des sols de la commune en 2018 (CLC).

## Toponymie
Le nom de la localité est attesté sous les formes Radenix en 1150, Raenia en 1180, Redenia en 1188, Rasné au XVIe siècle.
« Fougeraie, lieu ou poussent les fougères », du gaulois ratis « fougère », avec amuïssement roman du [d] intervocalique.
Le nom en gallo est Rannë, prononcé [rɑnə].

## Histoire
Rannée est peuplé depuis longtemps. Les mines d'or situées à l'ouest de la forêt ont été exploitées depuis l'Antiquité. De nombreuses pièces de monnaie sont encore trouvées de nos jours dans la forêt (site d'un village gaulois, voie romaine…).
En plus de la richesse de son sous-sol, Rannée était un lieu stratégique situé aux confins des pays de deux cités gauloises qui ont donné les actuelles Rennes et Nantes.
Localisée par la suite sur la marche franco-bretonne, il est certain que de nombreux échanges s'y sont déroulés avec l'Anjou voisin.
De 1791 à 1900, la commune de Rannée est rattachée à La Guerche-de-Bretagne. Avant 1791, La Guerche dépendait de la paroisse de Rannée. Pendant la Révolution, une partie de la bourgeoisie de ce quartier s'est opposée au projet initial de la création de deux communes. Ils souhaitaient développer la Guerche, cependant, ils se sont mis à dos la population des autres quartiers de l'ancienne paroisse en supprimant le droit de culte, le cimetière, les cloches de l'ancienne paroisse (aujourd'hui Rannée). Ils confisquèrent aussi les biens de cette paroisse. La population de Rannée a ressenti cette période comme une forme d'occupation, ce qui a pu favoriser un certain conservatisme religieux (en réaction au zèle « abusif » de certains patriotes guerchais) et plus généralement une méfiance par rapport à leurs voisins guerchais. Les habitants retrouveront les cloches chez un brocanteur et militeront jusqu'au rétablissement du droit de culte et du retour au statut de commune.
Au début du XXe siècle, les habitants de Rannée font construire une école privée (il n'y avait alors aucune école à Rannée). Celle-ci est rapidement confisquée par l'État. Les habitants obtiendront la récupération des lieux (qui étaient des biens privés, propriété notamment de la famille Dutertre et non pas de l'Église : ils n'auraient donc pas dû être confisqués). On s'émeut qu'une commune aussi importante n'ait pas d'école publique. Elle est construite dans les années 1930 : deux élèves (enfants d'une même famille) s'y inscriront dans le siècle. L'école privée est toujours en activité.
Pendant la Seconde Guerre mondiale, les troupes allemandes occupent la forêt (réserve importante de munitions et de matériel près de la gare de la forêt). Les habitants sont régulièrement réquisitionnés pour y travailler. Le château de la forêt est détruit à la suite des combats de la Libération.
En 2000, une grande fête a été organisée pour célébrer les cent ans de la commune.

## Politique et administration

### Liste des maires
Huit maires se sont succédé à la tête de Rannée depuis la création de la commune :
| Période         | Période                 | Identité                      | Étiquette | Qualité                                                         |
| --------------- | ----------------------- | ----------------------------- | --------- | --------------------------------------------------------------- |
| 20 mai 1900     | 7 novembre 1916         | Évariste Dutertre (1841-1916) |           |                                                                 |
| 1919            | 1936                    | Gilles Toubon,                |           | Ancien adjoint au maire                                         |
| 23 février 1936 | 27 mars 1971            | Julien Chopin                 |           |                                                                 |
| 27 mars 1971    | 25 mars 1989            | André Taillandier             |           | Directeur d'exploitation forestière                             |
| 25 mars 1989    | 29 mars 2014            | Joseph Aulnette               |           | Directeur d'exploitation retraité                               |
| 29 mars 2014    | 25 mai 2020             | Gérard Chopin                 | SE        | Technicien                                                      |
| 25 mai 2020     | 29 octobre 2023 (décès) | Guy Ferré                     |           | Comptable Premier adjoint au maire (2014 → 2020)                |
| 26 janvier 2024 | En cours                | Karine Morel                  |           | Assistante d'éducation Première adjointe au maire (2020 → 2023) |

## Démographie
L'évolution du nombre d'habitants est connue à travers les recensements de la population effectués dans la commune depuis 1901. Pour les communes de moins de 10 000 habitants, une enquête de recensement portant sur toute la population est réalisée tous les cinq ans, les populations de référence des années intermédiaires étant quant à elles estimées par interpolation ou extrapolation. Pour la commune, le premier recensement exhaustif entrant dans le cadre du nouveau dispositif a été réalisé en 2008.
En 2022, la commune comptait 1 081 habitants, en évolution de −1,91 % par rapport à 2016 (Ille-et-Vilaine : +5,46 %, France hors Mayotte : +2,11 %).
| 1901  | 1906  | 1911  | 1921  | 1926  | 1931  | 1936  | 1946  | 1954  |
| ----- | ----- | ----- | ----- | ----- | ----- | ----- | ----- | ----- |
| 1 606 | 1 567 | 1 596 | 1 412 | 1 352 | 1 257 | 1 305 | 1 185 | 1 188 |

| 1962  | 1968  | 1975  | 1982  | 1990  | 1999  | 2006  | 2008  | 2013  |
| ----- | ----- | ----- | ----- | ----- | ----- | ----- | ----- | ----- |
| 1 163 | 1 160 | 1 114 | 1 115 | 1 109 | 1 111 | 1 153 | 1 165 | 1 121 |

| 2018  | 2022  | - | - | - | - | - | - | - |
| ----- | ----- | - | - | - | - | - | - | - |
| 1 086 | 1 081 | - | - | - | - | - | - | - |

## Transports
La commune est desservie par la ligne de bus n°10 du réseau MOVA par Vitré Agglomération.

## Lieux et monuments

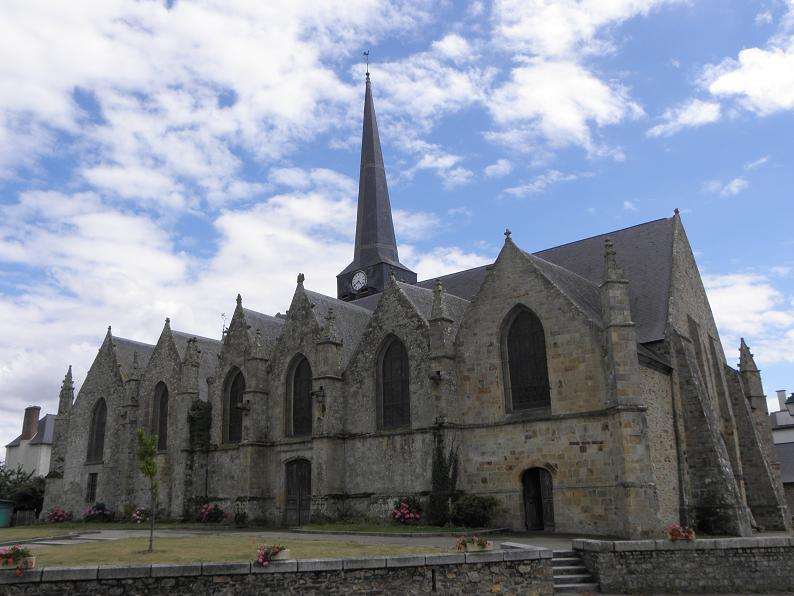
L'église Saint-Crépin-et-Saint-Crépinien.

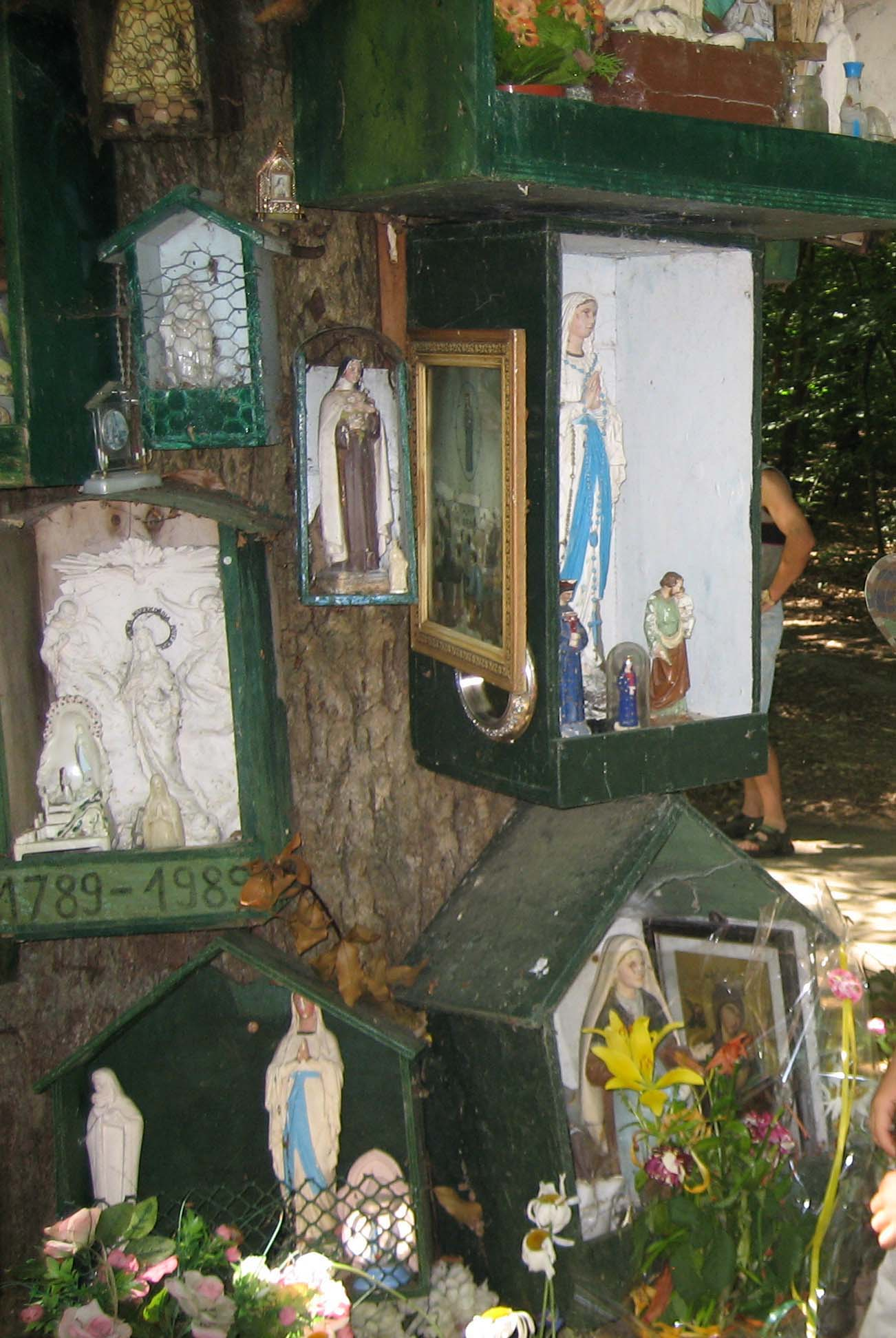
Statues mariales fixées au chêne de la Vierge.

L'église Saint-Crépin-et-Saint-Crépinien est inscrite aux monuments historiques depuis le 1er juillet 1974,. Le chœur, l'abside et la base de la tour datent du XIIe siècle, tandis que les collatéraux ont été édifiés au XVIe siècle.
L'église conserve trois beaux retables :
- le retable du maître-autel, orné de colonnes,
- un retable nord, également composé de colonnes corinthiennes,
- un retable sud, de 1652, comprenant un groupe en terre cuite polychrome figurant sainte Anne et la Vierge. La curieuse chaire en bois , du XVIe siècle, est la plus ancienne d'Ille-et-Vilaine.

Le retable du maître-autel est orné de colonnes et d'une frise à rinceaux surmontée de trois frontons interrompus. Au-dessus s'élève une niche centrale accostée de deux cornes d'abondance. Il renfermait autrefois une peinture du XVIIe siècle, représentant le commandeur du temple de La Guerche.
Il existe en forêt de la Guerche, un chêne dédié à la Vierge appelé « Chêne à la Vierge ». L'histoire a trait à la période révolutionnaire. En 1792, des Bleus y surprirent une jeune fille occupée à prier une statuette nichée dans un creux de l'arbre et elle cachait des prêtres. Ils lui intimèrent d'indiquer où se trouvait le prêtre réfractaire de la paroisse. Devant son refus, ils la fusillèrent au pied de l'arbre. Depuis, l'endroit, libre d'accès, est l'objet d'une dévotion populaire à la Vierge Marie comme en témoignent les nombreuses statues et ex-voto accrochés à l'arbre. Dans la nuit du 11 au 12 juillet 2018, le site est détruit, le chêne ayant brûlé.

## Personnalités liées à la commune
- Jules-Émile-François Hervé de Beaulieu, né à Rannée le 16 septembre 1752, décédé à Redon le 24 septembre 1807. Il fut ministre des contributions et revenus publics du 18 juin 1792 au 29 juillet 1792. Il suit la même voie que son père, celle de l'administration des fermes d'impôts en Bretagne.